# NGC 7698
NGC 7698 is een lensvormig sterrenstelsel in het sterrenbeeld Pegasus. Het hemelobject werd op 26 september 1883 ontdekt door de Franse astronoom Édouard Jean-Marie Stephan.

## Synoniemen
- UGC 12668
- MCG 4-55-29
- ZWG 476.69
- VV 400
- NPM1G +24.0541
- PGC 71762